# Aouguenz
Aouguenz  (in arabo أو كنز‎?) è un centro abitato e comune rurale del Marocco situato nella Provincia di Chtouka-Aït Baha, regione di Souss-Massa. Conta una popolazione di 4 801 abitanti (censimento 2014).